# Stade Fernand-Fournier
Das Stade Fernand-Fournier ist ein Fußballstadion mit Leichtathletikanlage in Arles, Département Bouches-du-Rhône in der südfranzösischen Region Provence-Alpes-Côte d’Azur. Die Spielstätte fasst 2500 Zuschauer. Rund um das Stadion liegen der Tennispark von Arles, ein weiterer Fußballplatz und zwei Schwimmbecken. Der AC Arles spielte hier bis Mai 2009, da der Verein in die Ligue 2 aufstieg und das Stadion den Anforderungen nicht genügte. So zog man in den ca. 40 km entfernten Parc des Sports nach Avignon um. Um mehr Verbundenheit mit dem neuen Spielort zu zeigen, benannte sich der Verein in AC Arles-Avignon um. Heute wird das Stadion in Arles vom Verein als Trainingszentrum genutzt.